# Stalaggh
Stalaggh fue una banda experimental originaria de Ámsterdam, Países Bajos. El nombre del grupo proviene de los campos de concentración alemanes Stalag II durante la Segunda Guerra Mundial. El agregado de las letras G y H, son una abreviatura para Global Holocaust (Holocausto Mundial). Los músicos provienen de los Países Bajos y Bélgica, aunque se desconocen sus nombres y rostros, ya que inclusive utilizaban máscaras.

## Historia
La banda se formó en el año 2000 cuando Uno de los músicos trabajaba en un hospital psiquiátrico. Este pidió permiso al hospital para hacer una sesión de gritos, para la grabación de las voces de su primer trabajo discográfico. La idea era hacer que los gritos grabados de estas personas fueran acompañados con una guitarra distorsionada. Uno de estos pacientes era un asesino. Los miembros que mejor podían comunicarse dijeron que fue algo muy desestresante y terapéutico luego de estar tantos años en el hospital.
En 2008, los miembros del grupo formaron una nueva banda con un perfil similar, llamada Gulaggh.

## Discografía
- Projekt Nihil (2003)[1]
- Projekt Terror (2004)
- Nihilistik Terror (2006)
- Projekt Misanthropia (2007)[3]